# مجزرة آلتون كوبري
مجزرة آلتون كوبري وقعت في 28 آذار 1991 في بلدة آلتون كوبري التركمانية بمحافظة كركوك، العراق. واستهدفت المجزرة التركمان ، ولا سيما الذكور منهم ، أطفالا وكبارا ، ونظمها جيش صدام حسين.

## ماضي
بعد وقت قصير من انسحاب الجيش العراقي من الكويت ، بدأت سلسلة من الانتفاضات الشعبية في الشمال والجنوب. سرعان ما أمر صدام حسين قواته والموالين الآخرين لكبح الانتفاضة التي أدت إلى حملات قمع وحشية خلفت العديد من الخسائر في صفوف المدنيين. كما نظم التركمان انتفاضات في مناطق الإقليم التركماني العراقي ، بدوافعهم الخاصة ، وأعربوا عن معارضتهم لنظام صدام ، لكنهم لم يكونوا ناشطين عسكريًا أو حريصين مثل الأكراد. بدأت القوات الموالية لصدام حسين في استهداف كل من اشتبهت في انتمائه إلى الانتفاضات. كما تعرضت طوز خورماتو ، وهي بلدة أخرى ذات أغلبية تركمانية جنوب كركوك ، لمذبحة مماثلة بحق التركمان.
تم تجاهل التركمان من قبل الحكومة العراقية البعثية وكراهية البعثيين عمومًا بسبب تراثهم العثماني ، أراد نظام صدام القضاء على التركمان بطريقته الخاصة في تطهير العراق. رأى الموالون لصدام حسين أن جميع الذكور في ألتون كوبرو يشكلون خطراً. بدأ الناس في ألتون كوبرو ، وهم يعرفون أساليب صدام حسين الوحشية في التعامل مع المنشقين ، بالفرار إلى اقليم كردستان ، الذي كان خارج سيطرة العراق ، لكن نسبة صغيرة من الرجال التركمان قررت البقاء ، متجاهلين ما كان ينتظرهم.

## المجزرة
في 28 مارس 1991 ، بدأت القوات الموالية لصدام حسين في التعرف على جميع المواطنين الذكور وجمعهم في ألتون كوبرو. أمر صدام حسين باعتقال جميع الرجال ، بغض النظر عن أعمارهم ، واقتيادهم بواسطة سيارات عسكرية إلى مكان مجهول بالقرب من قضاء الدبس لإعدامهم. كان بعض الرجال صائمين بسبب شهر رمضان المبارك. تم تجميعهم في حفرة كبيرة وإطلاق النار عليهم من بنادق آلية ، ثم دفعوا إلى الحفرة المليئة بالأتربة وتحويلهم إلى مقابر جماعية. ثم سحبت القوات جزئياً ووضعت المدينة تحت سيطرة عسكرية مشددة.

## بعدين
بدأ السكان الذين فروا في البداية في العودة. ظهر راع شهد هذه الفظائع وأخبر الناس العائدين بما رآه. تم اصطحاب بعض الشباب إلى الحفرة التي ادعى أقاربهم أنها مقبرة جماعية برفقة راعي ، وبعد الحفر اقتنعوا بذلك. بدأت الجثث في التحلل وكانت في الغالب مجهولة الهوية ، لكن الملابس والأحذية التي تركت على الجثث أعطت فكرة عن هوية كل فرد. في اليوم الأول ، تمكن هؤلاء الشباب من إحضار الجثث الثلاث وتقرر دفنهم جميعًا في مقبرة في ألتون كوبرو ، والتي ستُعرف فيما بعد باسم "مقبرة الشهداء". في غضون أيام ، تم نقل جميع الجثث ودفنها بشكل صحيح في هذه المقبرة.

## أنظر أيضا
- الإبادة الجماعية لتركمان العراق